# Tecumseh (Nebraska)
Pour les articles homonymes, voir Tecumseh (homonymie).
La ville américaine de Tecumseh est le siège du comté de Johnson, dans l’État du Nebraska. Sa population était de 1 716 habitants lors du recensement de 2000.

## Histoire
La ville, fondée en 1856 sous le nom de Frances (le prénom de l’épouse du général Richard M. Johnson, en l’honneur duquel le comté a été baptisé), a pris peu après son nom actuel en hommage au chef amérindien Tecumseh. Le 13 février 1857, le Territoire du Nebraska décide que Tecumseh sera le siège du comté.